# Санкт-Освальд-бай-Планкенварт
Санкт-Освальд-бай-Планкенварт (нем. Sankt Oswald bei Plankenwarth) — община (нем. Gemeinde) в Австрии, в федеральной земле Штирия. Входит в состав округа Грац-Умгебунг.
Население составляет 1151 человек (на 31 декабря 2005 года). Занимает площадь 11,8 км². Официальный код  —  60 641.

## Политическая ситуация
Бургомистр общины — Андреас Штауде (СДПА) по результатам выборов 2005 года.
Совет представителей общины (нем. Gemeinderat) состоит из 15 мест.
- СДПА занимает 9 мест.
- АНП занимает 6 мест.